# Similiphora intermedia
Similiphora intermedia är en snäckart som först beskrevs av C. B. Adams 1850.  Similiphora intermedia ingår i släktet Similiphora och familjen Triphoridae. Inga underarter finns listade i Catalogue of Life.